# Ferdinandea buccata
Ferdinandea buccata är en tvåvingeart som först beskrevs av Friedrich Hermann Loew 1863.  Ferdinandea buccata ingår i släktet guldblomflugor, och familjen blomflugor. Inga underarter finns listade i Catalogue of Life.